# Tlaquilpa, Guerrero
Tlaquilpa är en ort i Mexiko.   Den ligger i kommunen Cuetzala del Progreso och delstaten Guerrero, i den södra delen av landet, 150 km söder om huvudstaden Mexico City. Tlaquilpa ligger 1 652 meter över havet och antalet invånare är 292.
Terrängen runt Tlaquilpa är kuperad västerut, men österut är den bergig. Runt Tlaquilpa är det ganska tätbefolkat, med 70 invånare per kvadratkilometer. Närmaste större samhälle är Cocula, 12,6 km nordost om Tlaquilpa. I omgivningarna runt Tlaquilpa växer huvudsakligen savannskog.